# Ilsa, Harem Keeper of the Oil Sheiks
Ilsa, Harem Keeper of the Oil Sheiks és una pel·lícula canadenca del 1976, primera seqüela de la trilogia d'Ilsa i mostra algunes similituds amb la primera, Ilsa, She Wolf of the SS, i la tercera i última entrega, Ilsa, the Tigress of Siberia, totes elles protagonitzades per Dyanne Thorne.

## Sinopsi
Tres caixes arriben a l'harem. Dins de cadascuna hi ha una dona occidental amordassada, corpulenta i que porta un cinturó de castedat: l'única hereva d'un "rei de les cadenes de botigues dels Estats Units", una actriu de cinema anomenada "la nova deessa de l'amor escandinava" als mitjans de comunicació i una asiàtica europea campiona d'hípica.
El xeic El-Sharif es troba al llit mentre la seva esclava sexual personal, Katsina, li frega amorosament els pits contra ell. El-Sharif confirma la seva promesa de deixar-la acompanyar en els seus viatges l'endemà, començant després de reunir-se amb un empresari del petroli nord-americà, que està acompanyat d'un comandant de la marina nord-americana. Ilsa, que gestiona l'harem, promet luxe a les noves dones, però s'oposen a la seva esclavitud. Ilsa, que no té amant, declina que segrestin un home occidental per ella, afirmant que rebutja la idea d'un home que dormi amb ella només perquè ho ha de fer.
Ilsa les prepara obligant-los a fer cunnilingus i massatge eròtic a una de les seves guardaespatlles lesbianes. Per satisfer les demandes fetitxistes, Ilsa té un esclau sexual alimentat a la força i després inspecciona dos esclaus sexuals engreixats de manera consensuada. La silicona s'utilitza per millorar les natges d'un altre. Es fa una subhasta pública per vendre esclaus sexuals masculins i femenins. Quan una ballarina del ventre és capturada espiant, Ilsa utilitza un dispositiu de tortura diabòlic per aixafar els grans pits nus de la ballarina del ventre. La víctima revela que el comandant nord-americà busca informació privilegiada.
Els americans arriben. A l'empresari se li ofereix una dona, però es nega. Més tard troba a la seva habitació un jove esclau sexual, que afirma que la negativa suposaria un càstig sever per al noi. Mentrestant Ilsa, després d'un estira i arronsa eròtic, manté relacions amb el comandant.
Sharif està a punt d'anar a dormir amb l'hereva nord-americana, quan un súbdit local venjatiu la mata accidentalment. El comandant nord-americà desaprova quan el franctirador és mort cremat sense judici. Quan Sharif troba el comandant al llit amb Ilsa, posa el comandant a la presó i després lliga Ilsa. Un lepros palpeja els seus grans pits nus, li fa cunnilingus, després la munta i arriba al clímax mentre els altres miren horroritzats.
Un cop "aprèn la lliçó", Ilsa inicia una rebel·lió. Allibera el comandant, mata el seu guàrdia de la presó i revela que el jove nebot de Sharif, el príncep Salim, està tancat per evitar que hereti el xeic. El duo de guardaespatlles d'Ilsa allibera els dos nous esclaus sexuals restants i els dona armes. Els guàrdies de Sharif maten els guardaespatlles d'Ilsa, però ella captura Sharif i allibera el príncep Salim.
Sharif està encadenat i amordaçat. Ilsa li diu a la seva estimada Katsina que l'últim desig de Sharif abans de la seva execució és dormir amb ella, i després li treu el cinturó de castedat. Sabent que porta una bomba al diafragma, Sharif es retorça sota la seva mordassa, però Katsina munta i el viola. Sharif intenta retenir-se, però Ilsa anima a Katsina a empènyer-se més sobre ell, activant la bomba. El comandant arriba just aleshores, li recorda a Ilsa que Katsina era innocent i deixa amb ressentiment.
No obstant això, li recorda al príncep que Ilsa li va salvar la vida, i ella li promet fidelitat. Sense impressionar-se, el príncep condemna Ilsa a morir lentament de fam i allibera el comandant perquè abandoni el país.

## Repartiment
- Dyanne Thorne - Ilsa
- Max Thayer - comandant
- Jerry Delony - Sheikh El-Sharif
- Uschi Digard - Inga Lindström
- Colleen Brennan - Nora Edward
- Haji - Alina Cordova
- Tanya Boyd - Satin
- Marilyn Joi - Velours
- Su Ling - Katsina
- Richard Kennedy - Kaiser
- George Buck Flower - Captaire
- Bobby Woods - Príncep Salim

## Una seqüela improbable
Aquesta pel·lícula no hauria d'existir perquè si se segueix el guió de l'anterior la protagonista mor al final de la història; però segons els comentaris del DVD, el productor va considerar que els espectadors es recordarien del títol anterior, per la qual cosa aquest detall mancaria d'importància.
En aquesta ocasió no es donen dades de la data en què es desenvolupen els fets, però l'aparició d'avions Boeing 727 com a transport del representant diplomàtic estatunidenc o l'ús d'helicòpters apunten a una data no gaire anterior a principis dels anys seixanta del segle XX.
És l'única de les tres que no està basada en fets reals, i la de menor qualitat segons puntuacions d'alguns internautes.